# Tour d'Émilie féminin 2021
La 8e édition du Tour d'Émilie féminin a eu lieu le 2 octobre 2021. Elle fait partie du calendrier UCI en catégorie 1.Pro. Elle est remportée par l'Espagnole Mavi Garcia.

## Parcours
Comme pour l'édition 2020, le parcours est parfaitement plat autour de Bologne à l'exception de la montée finale vers le Sanctuaire Madonna di San Luca dont la difficulté est comparable ou supérieure au mur de Huy.

### Équipes
| UCI Women's WorldTeam- Alé BTC Ljubljana Équipes continentales féminines (8)- A.R. Monex - Aromitalia-Basso Bikes-Vaiano - BePink - Born To Win-G20-Ambedo - Isolmant-Premac-Vittoria - Parkhotel Valkenburg - Top Girls Fassa Bortolo - Valcar-Travel & Service Équipe féminines amateur (2)- GS Mendelspeck - VO2 Team Pink |
| |

## Récit de la course
Mavi Garcia s'impose après avoir attaqué dans l'ascension finale de la course.

## Classements

### Classement final
| \| Classement général \| Classement général \| Classement général \| Classement général \| Classement général \| \| Coureur \| Coureur \| Pays \| Équipe \| Temps \| \| ------------------ \| ------------------ \| ------------------ \| ----------------------------- \| ------------------ \| \| 1re \| Mavi García \| Espagne \| Alé BTC Ljubljana \| 2 h 14 min 47 s \| \| 2e \| Arlenis Sierra \| Cuba \| A.R. Monex Women's \| + 8 s \| \| 3e \| Rachel Neylan \| Australie \| Parkhotel Valkenburg \| + 13 s \| \| 4e \| Rasa Leleivytė \| Lituanie \| Aromitalia-Basso Bikes-Vaiano \| + 33 s \| \| 5e \| Silvia Zanardi \| Italie \| Bepink \| + 35 s \| \| 6e \| Letizia Borghesi \| Italie \| Aromitalia-Basso Bikes-Vaiano \| + 42 s \| \| 7e \| Greta Marturano \| Italie \| Top Girls Fassa Bortolo \| + 46 s \| \| 8e \| Barbara Malcotti \| Italie \| Valcar-Travel & Service \| + 52 s \| \| 9e \| Katia Ragusa \| Italie \| A.R. Monex Women's \| + 54 s \| \| 10e \| Silvia Magri \| Italie \| Valcar-Travel & Service \| + 1 min 00 s \| |                  |           |                               |                 |
| |                  |           |                               |                 |
| |                  |           |                               |                 |
| Classement général |                  |           |                               |                 |
| Coureur | Coureur          | Pays      | Équipe                        | Temps           |
| 1re | Mavi García      | Espagne   | Alé BTC Ljubljana             | 2 h 14 min 47 s |
| 2e | Arlenis Sierra   | Cuba      | A.R. Monex Women's            | + 8 s           |
| 3e | Rachel Neylan    | Australie | Parkhotel Valkenburg          | + 13 s          |
| 4e | Rasa Leleivytė   | Lituanie  | Aromitalia-Basso Bikes-Vaiano | + 33 s          |
| 5e | Silvia Zanardi   | Italie    | Bepink                        | + 35 s          |
| 6e | Letizia Borghesi | Italie    | Aromitalia-Basso Bikes-Vaiano | + 42 s          |
| 7e | Greta Marturano  | Italie    | Top Girls Fassa Bortolo       | + 46 s          |
| 8e | Barbara Malcotti | Italie    | Valcar-Travel & Service       | + 52 s          |
| 9e | Katia Ragusa     | Italie    | A.R. Monex Women's            | + 54 s          |
| 10e | Silvia Magri     | Italie    | Valcar-Travel & Service       | + 1 min 00 s    |

### Points UCI
| Position           | 1er | 2e  | 3e  | 4e  | 5e | 6e | 7e | 8e | 9e | 10e | 11e | 12e | 13e | 14e | 15e | 16e à 25e |
| Classement général | 200 | 150 | 125 | 100 | 85 | 70 | 60 | 50 | 40 | 35  | 30  | 25  | 20  | 15  | 10  | 5         |

## Primes
L'épreuve attribue les primes suivantes :
| Position | 1er   | 2e    | 3e    | 4e    | 5e    | 6e    | 7e    | 8e    | 9e    | 10e   |
| Prix     | 828 € | 637 € | 450 € | 274 € | 235 € | 210 € | 196 € | 171 € | 147 € | 112 € |

Les places de onzième place à quinzième donnent 98 €, puis 79 € jusqu'à la vingtième place.